# Oxyanthera brachybotrya
Oxyanthera es un género monotípico de orquídeas, de la tribu Podochileae de la familia (Orchidaceae). Su única especie: Oxyanthera brachybotrya, es originaria de Taiwán.

## Taxonomía
Oxyanthera brachybotrya fue descrita por Noriaki Fukuyama y publicado en Transactions of the Natural History Society of Taiwan 28: 2. 1938.
- Terminología descriptiva de las plantas
- Anexo:Cronología de la botánica
- Historia de la Botánica